# Itter (Rhein)
Die Itter (auch Itterbach genannt) ist ein etwas über 20 Kilometer langer, rechter und östlicher Nebenfluss des Rheins im Bergischen Land in Nordrhein-Westfalen, der in der kreisfreien Stadt Solingen, im Kreis Mettmann und in der kreisfreien Stadt Düsseldorf verläuft.

## Name
Der Fluss wird im Jahr 1555 (Iterbach) erstmals urkundlich erwähnt.
Die Herkunft des Namens ist unbekannt, möglich ist, ähnlich wie es Louis Friedrich Christian Curtze in seinem Werk Die Ortsnamen des Fürstenthums Waldeck zu einem gleichnamigen Fließgewässer vermutet, ein keltischer Ursprung. Die Bedeutung von Itter im Keltischen sei Wasser. Auch ein etymologischer Bezug zum niederländisch Itter genannten belgischen Ort Ittre ist denkbar. 
Albrecht Greule hingegen leitet den Namen vom germanischen *Aitrō mit der Bedeutung 'Schwellbach' ab.

## Geographie

### Quelle, Bachlauf, Mündung
Der Bach entspringt im Bergischen Land. Als seine Quelle wird der so genannte „Heilige Born“ nahe dem Haus Grünewald bzw. der Bandesmühle in Solingen-Gräfrath gedeutet. Von hier an durchfließt die Itter das Ittertal, den ehemaligen  Freizeitpark Ittertal in westlicher Richtung und den Itterstausee. 
Zahlreiche Wassermühlen, Kotten und Hammerwerke begleiten die Itter in diesem Taleinschnitt (Neuenkotten, Bastianskotten, Ernenkotten, die Breidenmühle, die Heidberger Mühle, die Bruchermühle und der Schaafenkotten). Die Itter bildet hier auch die Grenze zwischen Solingen und Haan. Dem Ittertal folgen das Schloss Caspersbroich und der Eisenbahndamm der Strecke Köln-Wuppertal, ehe der Itterbach nun in die weniger hügelige Hildener Heide eindringt. Nachdem die Itter durch die Stadt Hilden geflossen ist, werden die Horster Bänden mit der Horster Mühle durchspült. Der Bach, ab Hilden stark begradigt, erreicht nun Benrath, wo er die Teiche und Weiher des bekannten Benrather Schlosses mit Wasser versorgt, ehe er südwestlich des Schlossparks von Osten kommend unterirdisch in den Rhein mündet. Ein kleiner Teil wird im Park nach links und Südsüdwesten abgezweigt und fließt über den Urdenbacher Dorfanger als so genannte Alte Itter zum Urdenbacher Altrhein.
Bis zum Bau des Benrather Schlosses (1756–1768) nahm der Itterbach einen anderen Flusslauf, er floss mitten durch den Ort Benrath, um dann in Richtung Holthausen, Schloss Elbroich (hier wurde der Burggraben gespeist), und weiter zum gleichnamigen Dorf Itter zu gelangen, wo der dann bis 1756 bei Himmelgeist in den Rhein mündete.
Das Tal der Itter ist in Haan unter Naturschutz gestellt.
Von der Quelle bis zur Mündung ist die Itter mit ihrer heutigen Mündung in den Rhein bei Urdenbach 20 km lang.

### Nebenflüsse
Im Folgenden werden die Nebenflüsse der Itter von der Quelle zur Mündung genannt. Aufgeführt werden die Fließgewässer, die in der Deutschen Grundkarte mit Namen verzeichnet sind.
| Name              | Stat. in km | Lage   | Länge in km | EZG in km² | MQ in l/s | Mündungshöhe in m ü. NHN | GKZ      | Bemerkungen         |
| ----------------- | ----------- | ------ | ----------- | ---------- | --------- | ------------------------ | -------- | ------------------- |
| Heider Bach       | 19,159      | links  | 1,0         | 0,55       | 10,61     | 204                      | 2738 112 |                     |
| Pißbach           | 18,355      | rechts | 0,6         |            |           | 190                      |          |                     |
| Bandesmühler Bach | 18,308      | links  | 0,2         |            |           | 186                      |          |                     |
| Boltenfelder Bach | 18,068      | links  | 0,1         |            |           | 178                      |          |                     |
| Nümmener Bach     | 16,789      | links  | 3,3         | 3,18       | 42,43     | 151                      | 2738 12  |                     |
| Holzer Bach       | 16,399      | rechts | 1,8         | 0,98       | 17,27     | 150                      | 2738 132 |                     |
| Bastiansbach      | 14,499      | rechts | 0,6         |            |           | 126                      |          |                     |
| Heidberger Bach   | 14,043      | rechts | 0,3         |            |           | 110                      |          |                     |
| Haaner Bach       | 13,948      | rechts | 2,3         | 0,43       | 14,10     | 109                      | 2738 14  |                     |
| Krausener Bach    | 13,933      | links  | 0,8         | 1,05       | 15,75     | 109                      | 2738 16  |                     |
| Horster Bach      | 12,841      | rechts | 0,5         |            |           | 95                       |          |                     |
| Baverter Bach     | 12,452      | links  | 1,4         | 1,24       | 17,35     | 91                       | 2738 172 |                     |
| Brucher Bach      | 11,637      | rechts | 1,0         | 0,32       | 4,33      | 83                       | 2738 174 |                     |
| Thienhauser Bach  | 11,260      | rechts | 2,1         | 1,30       | 17,73     | 79                       | 2738 18  |                     |
| Lochbach          | 10,912      | links  | 7,9         | 8,73       | 76,77     | 76                       | 2738 2   |                     |
| Pütter Bach       | 10,402      | rechts | 0,9         |            |           | 72                       |          |                     |
| Schönholzgraben   | 9,086       | rechts | 1,1         |            |           | 61                       |          |                     |
| Schweißgraben     | 2,608       | rechts | 1,0         | 0,19       |           | 41                       | 2738 32  |                     |
| Itter             | 0,000       |        | 20,1        | 37,55      | 990,06    | 38                       | 2738     | mündet in den Rhein |

### Anrainer
- Solingen-Gräfrath, -Wald und -Ohligs
- Haan
- Hilden
- Düsseldorf-Benrath

## Hydrologie

### Niederschläge
Das vordere Bergische Land wird häufig von heftigen und langanhaltenden Regengüssen heimgesucht, weil dieser hügelig-bergige Landstrich im nordwestlichen Deutschland die ersten höheren Erhebungen südlich der Nordsee aufweist. Hier regnen vielfach die vom Meer kommenden Wolken ab. Daher strömen viele Bachläufe aus dem Bergischen Land dem Rhein entgegen.

### Hochwasser
Während der Hochwasserkatastrophe im Juli 2021 trat auch die Itter über die Ufer und überschwemmte die Innenstadt von Hilden und Teile von Düsseldorf-Benrath.